# Grzybówka maczużkowata

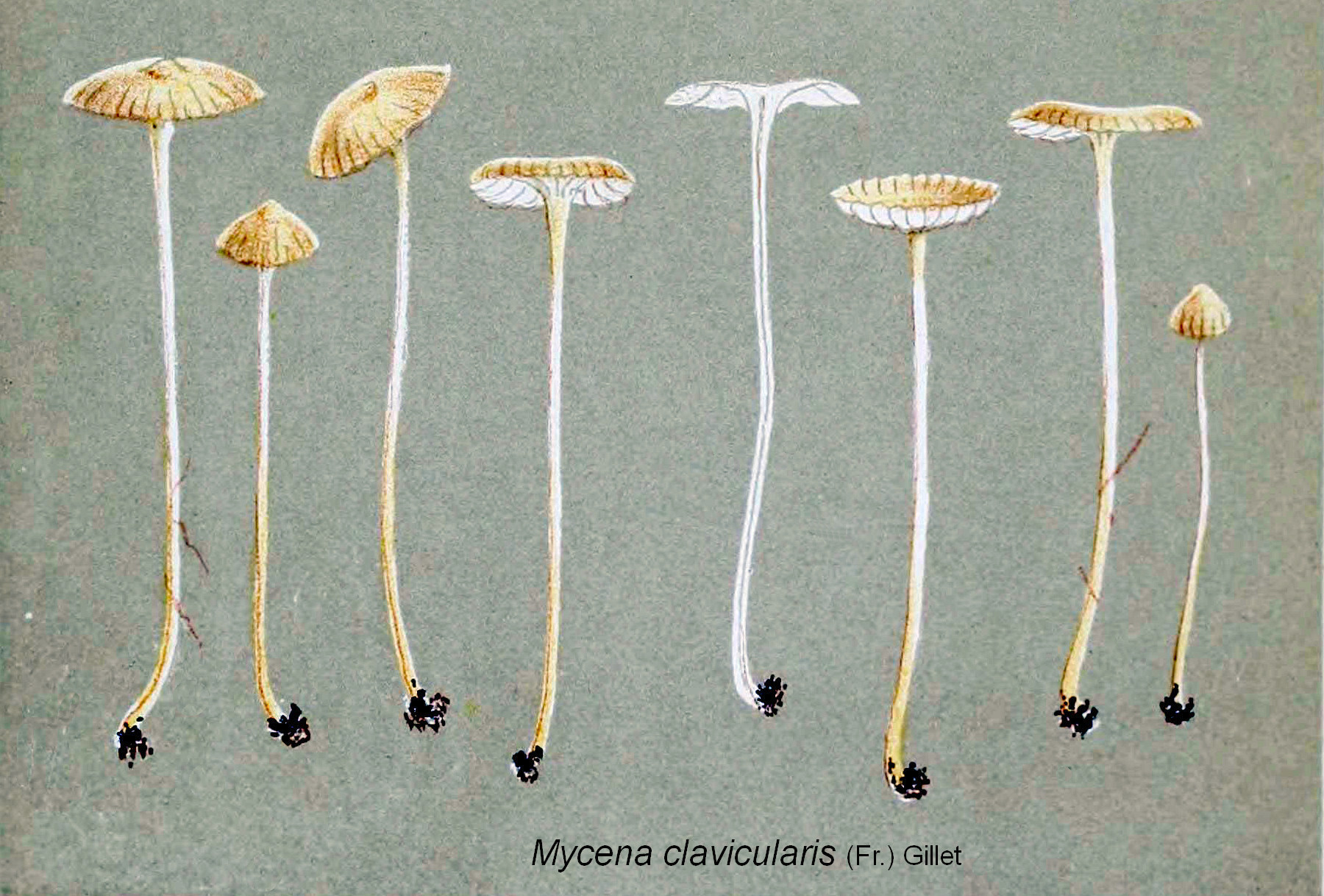

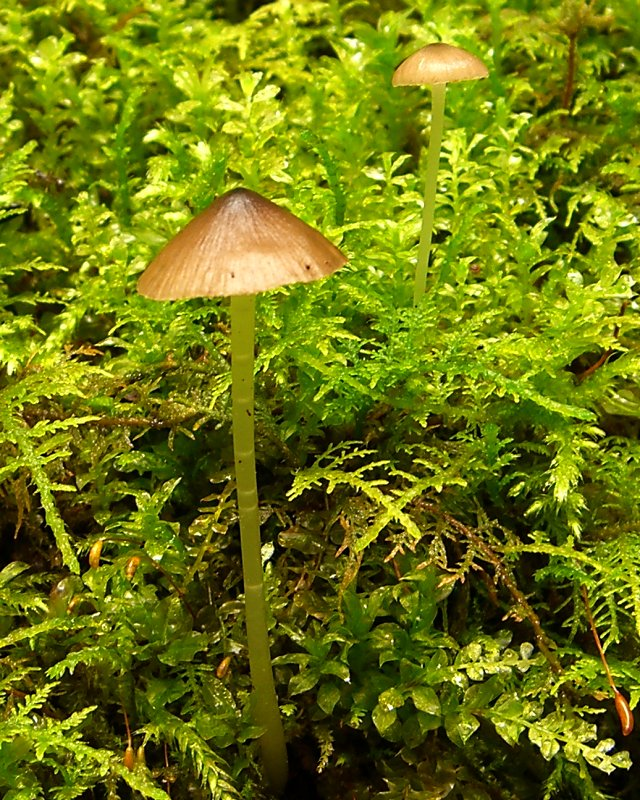

Grzybówka maczużkowata (Mycena clavicularis (Fr.) Gillet) – gatunek grzybów z rodziny grzybówkowatych (Mycenaceae).

## Systematyka i nazewnictwo
Pozycja w klasyfikacji według Index Fungorum: Mycena, Mycenaceae, Agaricales, Agaricomycetidae, Agaricomycetes, Agaricomycotina, Basidiomycota, Fungi.
Po raz pierwszy takson ten opisał w 1821 r. Elias Fries nadając mu nazwę Agaricus clavicularis. Obecną, uznaną przez Index Fungorum nazwę nadał mu Claude-Casimir Gillet w 1876 r.
Synonimy:
- Agaricus clavicularis Fr. 1821)
- Mycena clavicularis var. luteipes Kauffman 1918
- Mycena clavicularis var. tenuior Sacc. 1887
- Prunulus clavicularis (Fr.) Murril 1916

Nazwę polską nadała mu Maria Lisiewska w 1987 r.

## Morfologia
Kapelusz
Średnica 7–15 mm, kształt początkowo  półkulisty lub paraboliczny, potem spłaszczony, często nieco zagłębiony na środku lub z małym garbkiem, bruzdowany, półprzezroczyście prążkowany.  Powierzchnia śliska, naga, o barwie od jasnobrązowej do brązowej, na środku ciemniejsza, czasami na brzegu szarobrązowa a na środku sepio-brązowa.
Blaszki
Blaszki w liczbie 16–20, dochodzące do trzonu, szeroko przyrośnięte lub nieco zbiegające, z wiekiem nieco nierówne, o barwie od białej do bladobrązowej.
Trzon
Wysokość 20–60 mm, grubość 1–2 mm, wewnątrz pusty, walcowaty, przy podstawie nieco rozszerzony, prosty lub zakrzywiony, chrząstkowy. Powierzchnia delikatnie oprószona w górnej części, poza tym naga, w stanie suchym lśniąca, w stanie wilgotnym nieco śluzowata. Barwa od szarej do szarobrązowej lub żółtawobrązowej, górą jaśniejsza, przy podstawie pokryta białymi włókienkami.
Miąższ
Bez zapachu.
Cechy mikroskopowe
Podstawki 22–27 × 7–8 µm, maczugowate, smukłe, 4-zarodnikowe, ze sterygmami o długości do 7 µm. Zarodniki 7–9 × 3,5–5 µm o kształcie od pipetowatego do prawie cylindrycznego, gładkie, amyloidalne. Cheilocystydy 13–33 × 6–12 µm, tworzące sterylne pasmo, maczugowate, z krótkimi lub długimi szypułkami, pokryte cylindrycznymi naroślami 0,5–1 × 0,5–1,5 µm. Pleurocystydy podobne. Strzępki włosków o szerokości do 2–5 µm, pokryte prostymi, lub rozgałęzionymi wyrostkami, osadzone w galaretowatej masie. Mają skłonność do tworzenia gęstych mas. Strzępki w skórce trzonu o szerokości 3–5 µm. Sprzążki występują w strzępkach wszystkich części grzyba.

## Występowanie i siedlisko
Znane jest występowanie tego gatunku w Ameryce Północnej i Europie. Władysław Wojewoda w zestawieniu grzybów wielkoowocnikowych Polski w 2003 r. przytacza tylko dwa stanowiska (w Karkonoszach i Tatrzańskim Parku Narodowym, obydwa podał Andrzej Nespiak w 1960 r.). W Norwegii jest szeroko rozprzestrzeniony.
Grzyb saprotroficzny. Owocniki występują od maja do późnej jesieni w iglastych lasach wśród szczątków drzew iglastych, zwłaszcza sosny.

## Gatunki podobne
Charakterystycznymi cechami Mycena clavicularis są nieco zbiegające blaszki i kleisty trzon. Cheilocystydy z zazwyczaj licznymi, równomiernie rozmieszczonymi, zwykle regularnymi i wąskimi naroślami również identyfikują ten gatunek. Kleistym trzonem charakteryzuje się jeszcze grzybówka żelatynowoblaszkowa (Mycena vulgaris), ale grzybówka ta ma także kleisty kapelusz, ponadto zarówno kapelusz, jak i trzon są u niej pokryte oddzielną galaretowatą błonką. Zupełnie inne są również cheilocystydy.